# Lispe incerta
Lispe incerta är en tvåvingeart som först beskrevs av Malloch 1925.  Lispe incerta ingår i släktet Lispe och familjen husflugor. Inga underarter finns listade i Catalogue of Life.